# زلزال تشيلي 2010
وقع الزلزال الساعة 6:34:14 ت ع م من صبيحة يوم السبت 27 فبراير 2010 في تشيلي قبالة شاطئ منطقة ماولي التشيلية على عمق 35 كم تحت سطح البحر. و قد بلغت قوته 8.8 على مقياس العزم الزلزالي. وحسب الماسح الجيولوجي الأمريكي (بالإنجليزية: USGS)‏ فإن إحداثيات مركز الزلزال السطحي 35.846°S, 72.719°W على بعد 325 كم عن العاصمة سانتياغو, و 115 كم عن كونسبكون التي يقطنها 200 ألف و 105 كم جنوب غرب تالكا و 100 كم شمال غرب شاليان و هذ المسافات بدقة +\- 7.2 كم.
وقد أصدر الماسح الجيولوجي الأمريكي عقب الزلزلة تحذيرات من موجات تسونامي قد تكون عاتية و مدمرة و حض المعنيين وهم تشيلي والبيرو و بدرجة أقل الإكوادور وكولومبيا وبنما وكوستا ريكا على التحوط. كما حذرت وكالة الأرصاد الجوية اليابانية من اجتياز التسونامي الناجم المحيط الهادي و وصوله إلى السواحل اليابانية.
كانت رئيسة تشيلي ميشال باشيلي قد أفادت في الأيام الأولى من الزلزال أن ستة أشخاص على الأقل قضوا نحبهم والحصيلة قابلة للزيادة و أن الناس هرعت إلى الشوارع, كما سبب الزلازل انقطاع الكهرباء والهاتف عن العاصمة ما عسر بلوغ المساعدات بسبب وقوعه وقت السحر قبل طلوع الشمس ، بينما وصل العدد الفعلي للضحايا نحو 521 قتيل بحسب آخر الإحصائيات.
يذكر أن زلزال تشيلي 1960 هو أعظم زلزال تم رصده في التاريخ حيث بلغت قوته 9.5 درجة.

## معرض صور

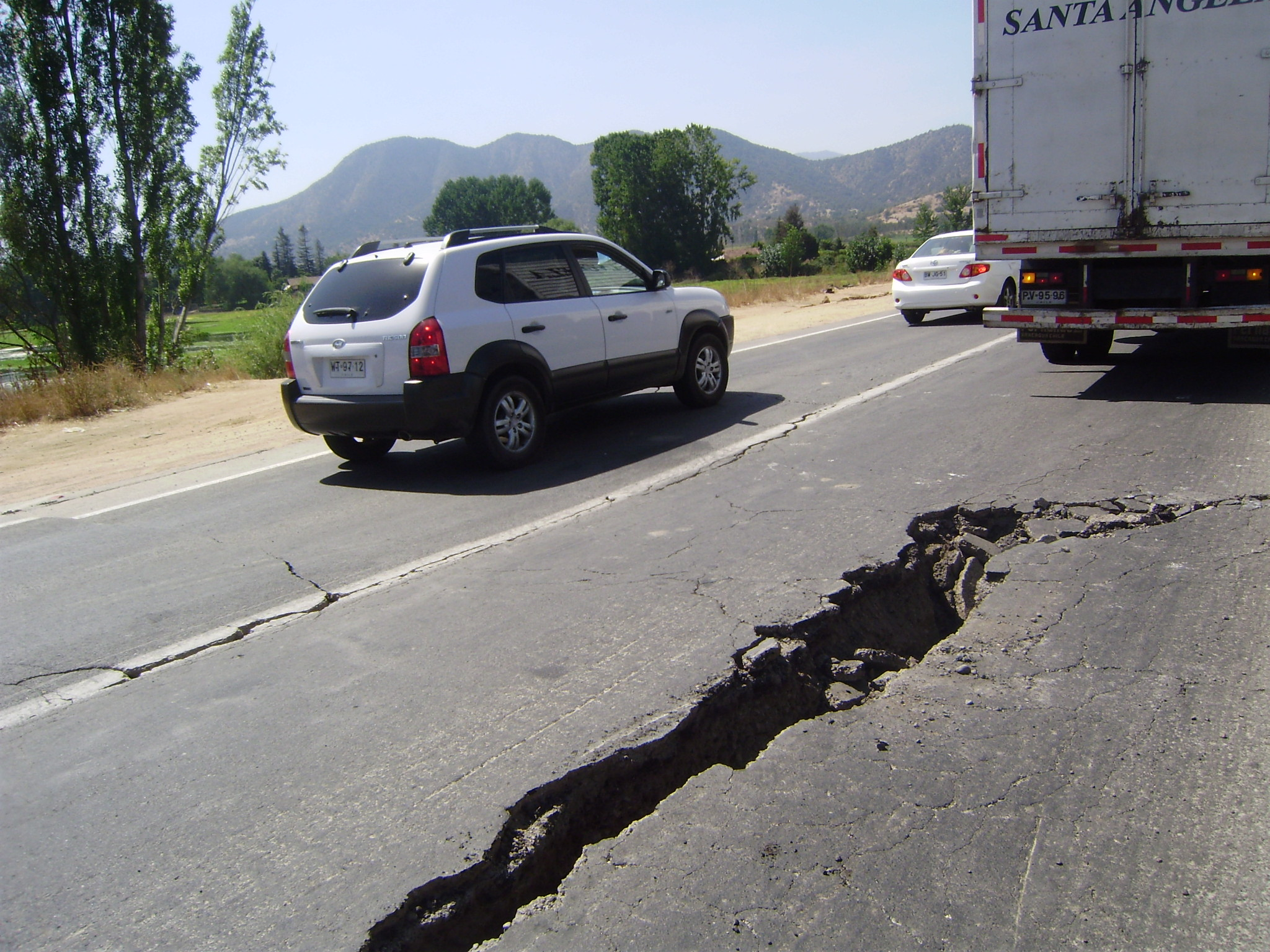
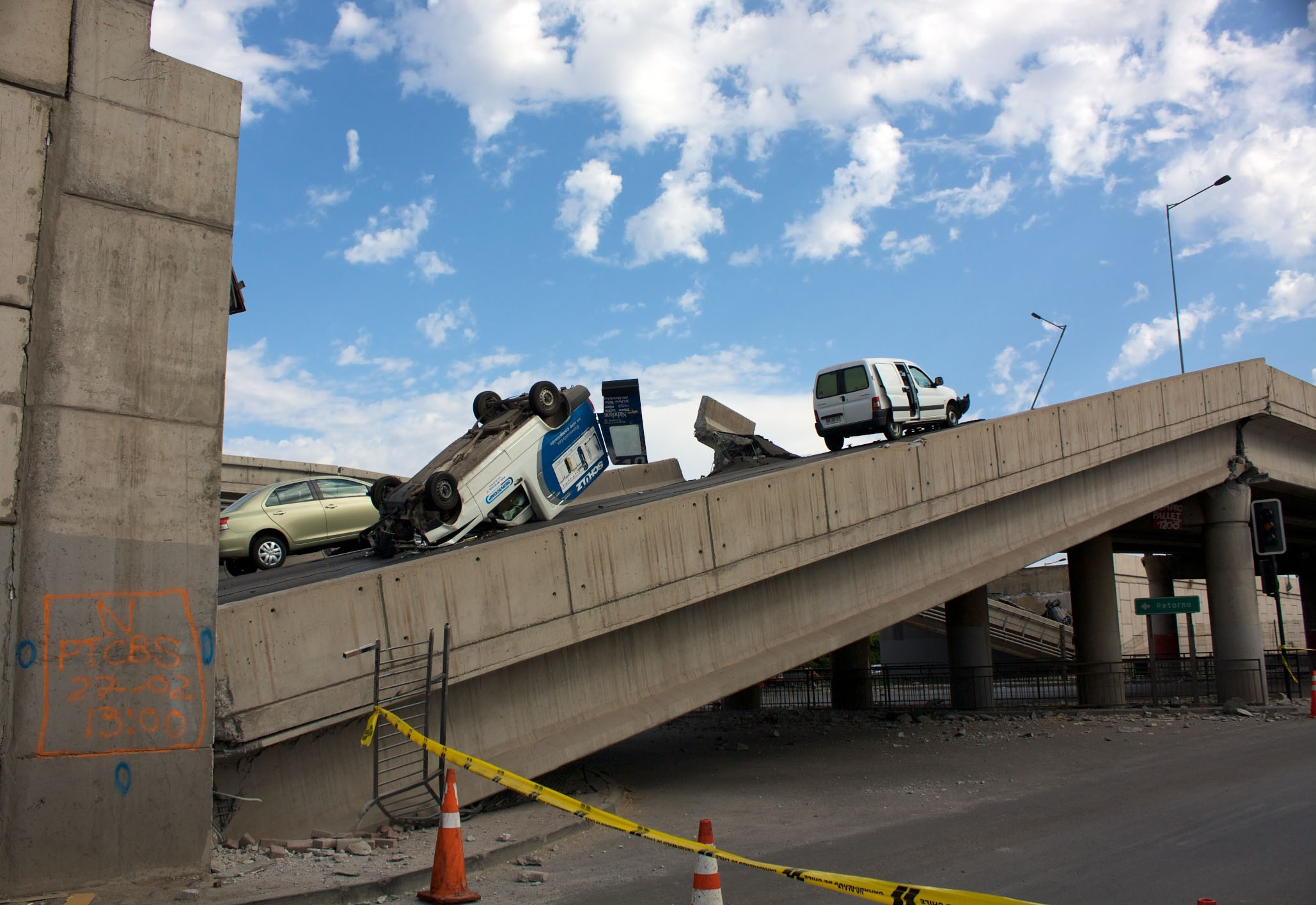
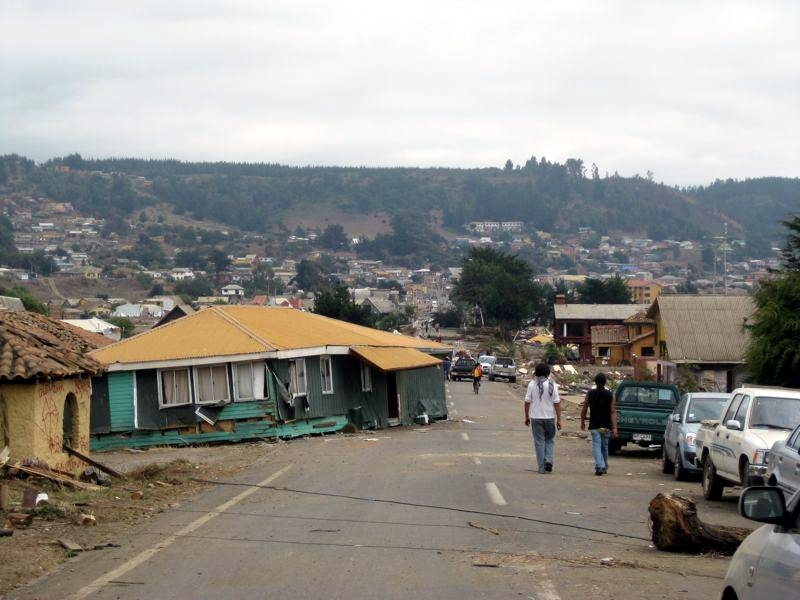
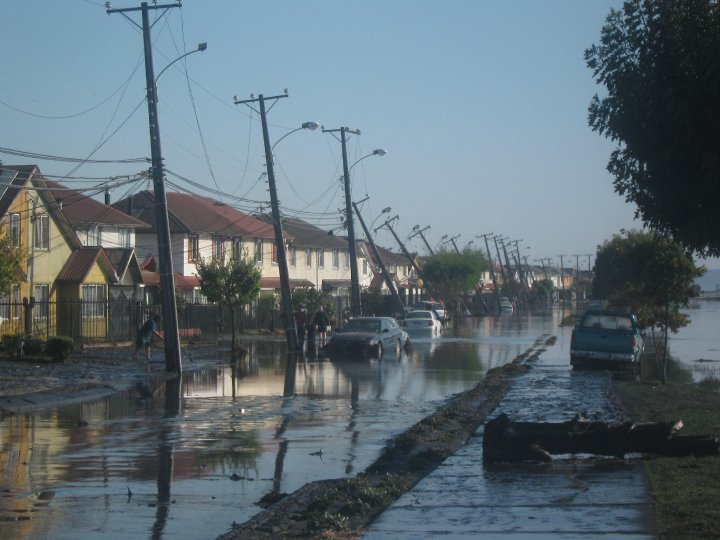
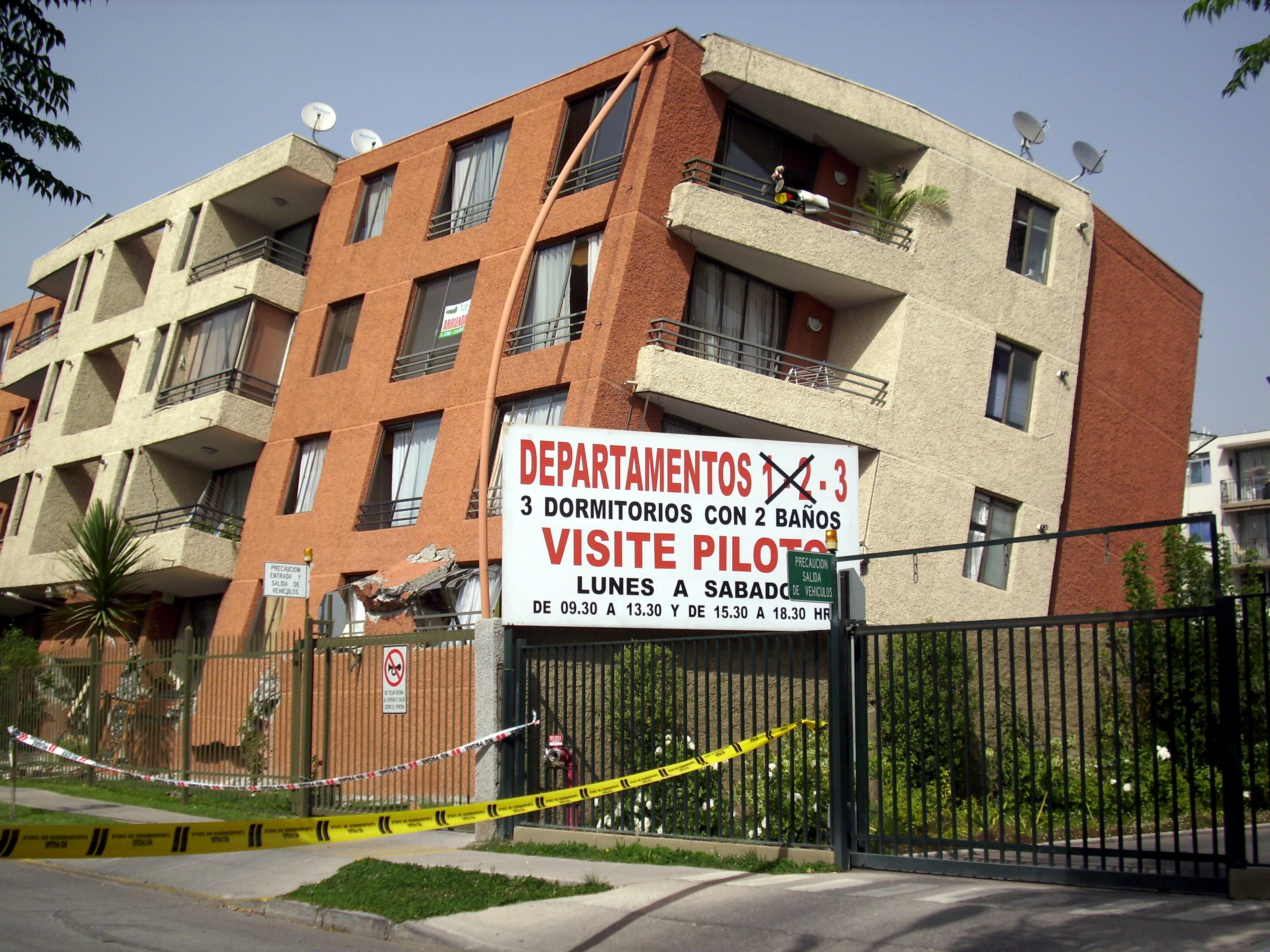